# Jessicah Schipper
Pour les articles homonymes, voir Schipper.
Jessicah Schipper, née le 19 novembre 1986 à Brisbane, est une nageuse australienne.
Elle a notamment remporté la médaille d'or du relais 4 × 100 mètres 4 nages aux Jeux olympiques d'été de 2008 à Pékin, en compagnie de Leisel Jones, Libby Trickett et Emily Seebohm.

## Club
- Redcliffe Leagues Lawton club de Brisbane

## Palmarès

### Jeux olympiques
- Jeux olympiques d'été de 2008 à Pékin (Chine) :
  -  Médaille d'or du relais 4 × 100 mètres 4 nages
  -  Médaille de bronze sur 100 m papillon
  -  Médaille de bronze sur 200 m papillon

### Championnats du monde
Grand bassin
- Championnats du monde 2003 à Barcelone (Espagne) : 
  -  Médaille de bronze du relais 4 × 100 mètres 4 nages

- Championnats du monde 2005 à Montréal (Canada) :
  -  Médaille d'or du 100 mètres papillon
  -  Médaille d'or du relais 4 × 100 mètres 4 nages
  -  Médaille d'argent du 200 mètres papillon

- Championnats du monde 2007 à Melbourne (Australie) : 
  -  Médaille d'or du 200 mètres papillon
  -  Médaille d'argent du 100 mètres papillon
  -  Médaille d'or du relais 4 × 100 mètres 4 nages

- Championnats du monde 2009 à Rome (Italie) :
  -  Médaille d'or du 200 mètres papillon
  -  Médaille d'argent du 100 m papillon
  -  Médaille d'argent du relais 4 × 100 mètres 4 nages

Petit bassin
- Championnats du monde 2004 à Indianapolis (États-Unis) :
  -  Médaille d'or du relais 4 × 100 mètres  4 nages

- Championnats du monde 2006 à Shanghai (Chine) : 
  -  Médaille d'or du 200 mètres papillon
  -  Médaille d'or du relais 4 × 100 mètres  4 nages
  -  Médaille de bronze du 100 mètres papillon

### Autres
- Jeux du Commonwealth 2006
  - Médaille d'or du 100 mètres papillon
  - Médaille d'or du 200 mètres papillon
  - Médaille d'or du relais 4 × 100 mètres 4 nages
  - Médaille d'argent du 50 mètres papillon

### Records
- record du monde du relais 4 × 100 mètres 4 nages en 2006
- record du monde du 200 mètres papillon le 17 août 2006
- record du monde du relais 4 × 100 mètres 4 nages en petit bassin en 2006
- record du monde du relais 4 × 100 mètres 4 nages en petit bassin en 2004